# NGC 5930
NGC 5930 is een balkspiraalstelsel in het sterrenbeeld Ossenhoeder. Het hemelobject werd op 18 maart 1787 ontdekt door de Duits-Britse astronoom William Herschel.

## Synoniemen
- UGC 9852
- IRAS 15243+4150
- MCG 7-32-7
- 1ZW 112
- ZWG 222.7
- VV 823
- KCPG 466B
- Arp 90
- PGC 55080